# Teleología

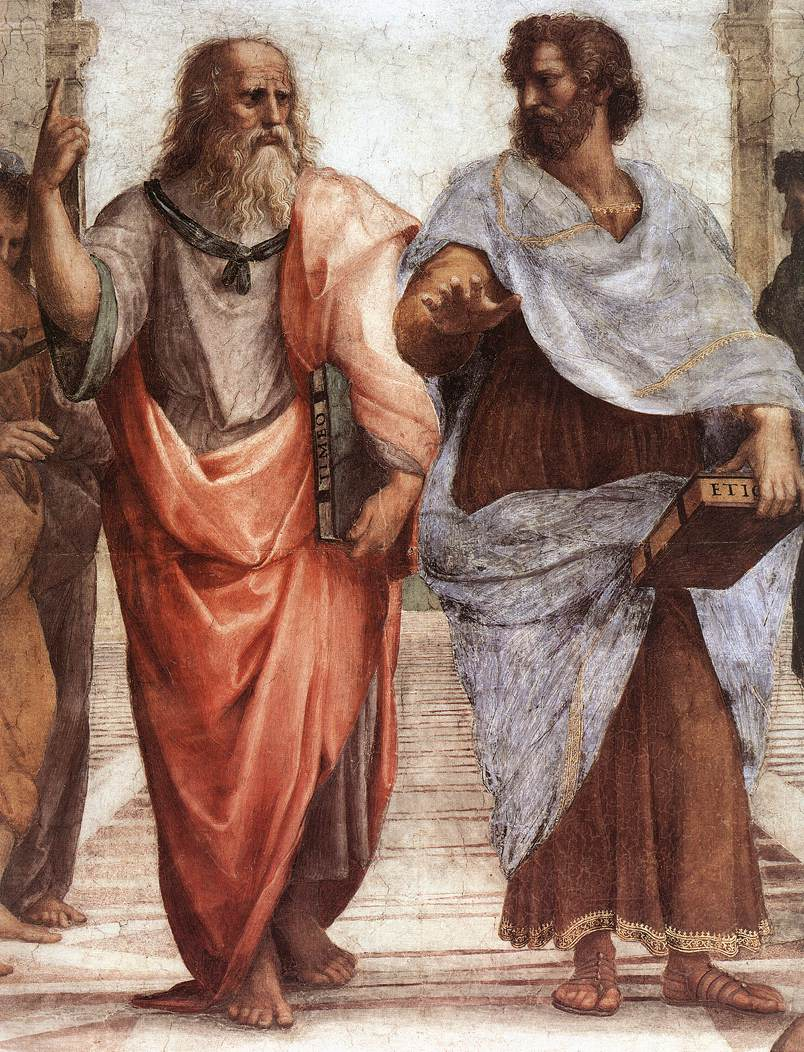
Tanto Platón como Aristóteles, representados en La Escuela de Atenas, desarrollaron argumentos filosóficos que abordan el orden aparente del universo (logos).

La teleología (del griego τέλος, telos, "fin", "propósito", y λογία, logía "discurso", "tratado" o "ciencia" ) es la rama de la metafísica que se refiere al estudio de los fines o propósitos de algún objeto o algún ser, la capacidad de luchar por una finalidad, o bien, literalmente, la doctrina filosófica de las causas finales.
También puede entenderse como una rama de la causalidad que da la razón o la explicación de algo en función de su fin, propósito o meta, en función de su causa. Usos más recientes lo definen simplemente como la atribución de una finalidad, u objetivo, a procesos concretos.

## Historia

### Origen del término
El origen del término puede rastrearse hasta la Grecia Antigua. Aquí es donde encontramos una caracterización de las cuatro clases de causas existentes, planteadas por Aristóteles:
- Causa material: aquello de lo que está compuesto algo.
- Causa formal: aquello que da el ser a un objeto.[3]
- Causa eficiente: aquello que ha producido (causado) un objeto.
- Causa final: aquello para lo que existe un objeto.

Tanto para Aristóteles como para muchos otros autores antiguos (Epicuro, Diógenes de Apolonia, entre otros), la causa final era la más importante en cuanto a la explicación de la Filosofía Práctica, aunque no se debe olvidar que eran necesarias las cuatro causas para la explicación completa del universo.

### El uso en la Edad Media
Dada su formación esencialmente religiosa, los pensadores de la Edad Media tendían a interpretar el conocimiento (incluido el conocimiento de la naturaleza) a través de un sentido teológico. Para los religiosos medievales, todo el destino del hombre y del universo estaba en manos de Dios, y correspondía a los fieles reconocer esta voluntad divina. Incluso se aludía a la naturaleza a través de los signos de Dios discernibles en ella, que demostrarían la grandeza divina. La correcta comprensión de la naturaleza y del hombre no vendría de la observación del mundo, sino de la interpretación de las Sagradas Escrituras, que nos enseñarían el sentido de la voluntad de Dios y, de este modo, de toda la naturaleza creada. Por tanto, tiene sentido hablar de una teleología trascendente en la interpretación del mundo durante la época medieval, en el sentido de comprender que los fenómenos y los seres encajarían dentro de los objetivos que Dios pretendía para el destino de la Creación.
Tras la configuración del cristianismo tal y como se conoce en la actualidad después del Concilio de Nicea (325), la explicación por causas finales empezó a considerarse la única explicación que podría servir para acceder a los misterios divinos. Fue el resultado de la introducción de la filosofía clásica en contextos filosóficos y teológicos, que en la Edad Media eran prácticamente indistinguibles, especialmente la introducción de Platón en el pensamiento del clero (cuyo principal representante fue Agustín de Hipona) y más tarde de Aristóteles (cuya obra fue redescubierta por los árabes, llegando a Europa solo a finales de la Edad Media). Este movimiento de inserción de la filosofía clásica en el pensamiento medieval es lo que se conoce como escolástica, pretendía comprender, determinada por los encuentros problemáticos entre fe y razón, la revelación divina mediante el uso de conceptos heredados de ese periodo anterior.

### La crisis en la Edad Moderna
En la Edad Moderna se inicia un cambio de tendencia. Se considera que la explicación por causas finales era antropomórfica, pues del hecho de que el hombre conozca por causas finales no se deriva que el universo funcione con este principio. Es por ello que surge un movimiento, el mecanicismo, que intentará explicar el mundo por causas eficientes. Esto es lo que posibilitará el nacimiento de la ciencia moderna.

#### La selección natural
Cuando Charles Darwin escribe El origen de las especies una revolución comienza. La tesis básica en su texto apuntaba a que la diversidad de la vida sobre la tierra tal y como la conocemos (no su origen), es producto de la selección natural actuando durante largos períodos. Para llegar a tal conclusión se basó principalmente en los textos de Charles Lyell sobre geología en conjunción con una idea de Thomas Malthus en su Ensayo sobre el principio de la población sobre demografía[cita requerida]. Podemos parafrasear a Darwin utilizando una terminología más actualizada diciendo que postuló el principio de que «los individuos de una especie que obtienen de una serie de rasgos aleatorios (mutaciones) una superior capacidad adaptativa (eficacia biológica) que otros miembros de la misma especie con los cuales compiten por el alimento, serán los que transmitirán su carga genética a las siguientes generaciones, logrando así, a lo largo de mucho tiempo, la variación de las especies sobre la tierra». 
Como puede verse, la explicación de Darwin es naturalista y eficientista. No explica la diversidad y adaptación biológica con base en unos fines o propósitos de un intelecto. Esto iba en contra de la doctrina creacionista de las religiones abrahámicas, lo cual provocó el rechazo desde este ámbito.
Dado el éxito de la visión evolutiva en tanto que conocimiento científico, iglesias como la anglicana y la católica en algún momento cambiaron sus posturas creacionistas clásicas a formas conciliatorias, conocidas como creacionismo evolutivo. El Magisterio de la Iglesia Católica establece que la dimensión inmutable e inspirada por Dios en el hombre es la espiritual, mientras que la dimensión física está sometida a constantes cambios, dentro de los cuales cabe la explicación darwinista, como la de cualquier otra teoría, mientras esta no intente deformar el origen sagrado y divino del alma. Por su parte, la ciencia cognitiva pretende dar explicaciones naturalistas de la dimensión espiritual o mental, y en gran medida las observaciones hechas por la neurociencia parecen indicar que todas las capacidades de la psique también son fenómenos naturales no diseñados.[cita requerida]

### Usos contemporáneos
Hoy en día muchos grupos o doctrinas siguen utilizando las explicaciones teleológicas de tipo sobrenatural en biología (el ejemplo que quizás pueda ser más conocido es el famoso diseño inteligente) para intentar dar alternativas a las explicaciones neodarwinistas ya que las consideran erróneamente adoptadas por la ciencia moderna por ser la única explicación que no implica una causa exógena a la naturaleza. La excepción naturalista es la teoría científica de Lamarck, que hoy se considera superada[cita requerida], en la que habría en los organismos vivos una teleología a corto plazo para la evolución de los órganos según su funcionalidad.

## Teleología en la ciencia
Norbert Wiener (1942) llamó sistemas teleológicos a los sistemas cibernéticos, cuyo funcionamiento puede describirse como orientado a un fin (programado por humanos).